# Arrondissement Dreux
Arrondissement Dreux (fr. Arrondissement de Dreux) je správní územní jednotka ležící v departementu Eure-et-Loir a regionu Centre-Val de Loire ve Francii. Člení se dále na devět kantonů a 109 obcí.

## Kantony
- Anet
- Brezolles
- Châteauneuf-en-Thymerais
- Dreux-Est
- Dreux-Ouest
- Dreux-Sud
- La Ferté-Vidame
- Nogent-le-Roi
- Senonches